# Armando Izzo
Armando Izzo, född 2 mars 1992 i Neapel är en italiensk fotbollsspelare som spelar för Monza. Han har även representerat det italienska landslaget.

## Karriär
Den 1 september 2022 lånades Izzo ut av Torino till Monza på ett säsongslån. I juli 2023 skrev han sedan på ett treårskontrakt med Monza.